# Ludwig Meyer (Ritter)
Ludwig Meyer (* 25. April 1587 in Luzern; † 23. Mai 1663 ebenda) war ein Luzerner Statthalter, Landvogt und Ritter.

## Leben
Meyer war ein Sohn des Leodegar Meyer (Ratsmitglied der Stadt Luzern) und der Appollonia Probstatt. Ab 1609 war er Wirt vom Hirzen und betrieb einen Wein- und Getreidehandel; daneben war er für das obrigkeitliche Schiesspulver zuständig. 1626 erwarb er das Gut Meggenhorn und baute es zu einem herrschaftlichen Landsitz aus.
Er stammte aus der gleichnamigen Luzerner Patrizierfamilie, deren Namenszusatz «Meyer von Schauensee» der Regierungsrat 1895 schützte, wie dieser das auch bei anderen Luzerner Patrizierfamilien tat. Ludwig Meyer führte diesen Namenszusatz jedoch nicht.

## Leistungen
1627 wurde er ins Stadtgericht gewählt und amtete zudem als Landvogt von Engelberg, Ruswil, dem damals luzernischen Merenschwand und der Freien Ämter. Er war Bauherr des Luzerner Rathauses, des Bürgerspitals sowie, nach dem Brand des alten Gebäudes 1633, der Hofkirche.
Als Gesandter trat Meyer an zahlreichen eidgenössischen Tagsatzungen auf. 1658 erhielt er die päpstliche Ritterwürde. 1660 wurde er zum Statthalter gewählt. Sein Vermögen wurde auf über 200'000 Gulden geschätzt. Neben zahlreichen religiösen Vergabungen schuf er sich in der Stiftung eines neuen theologischen Lehrstuhles am Jesuitenkollegium ein bleibendes Vermächtnis.
Er gilt als einer der einflussreichsten Luzerner Staatsmänner.